# Halblangzeichen
Das Halblangzeichen (ˑ) des Internationalen Phonetischen Alphabets (IPA) zeigt an, dass der durch den vorhergehenden Buchstaben dargestellte Laut halblang ausgesprochen werden muss. 
Seine IPA-Nummer ist 504, der zugewiesene Codepoint im Unicode-Standard ist U+02D1.
Beispiele für die Verwendung des Halblangzeichens ist das Wort:
engl. beat [biˑt]
Je nach Schriftart ist das Halblangzeichen ˑ dem Mittelpunkt, engl. middle dot, · (U+00B7) sehr ähnlich.